# Altmannsdorfer Straße
Die Altmannsdorfer Straße B224 ist eine Hauptstraße B in Wien, Landesstraße B in Niederösterreich und ehemalige Bundesstraße. Sie umfasst die lokalen Straßenzüge Grünbergstraße und Altmannsdorfer Straße. In Verbindung mit der B1 stellt die B224 als Teil der so genannten Wiener Westeinfahrt bzw. Westausfahrt eine wichtige Verbindung von der A23 zur West Autobahn (A1) her.
Sie beginnt in Vösendorf an der Kreuzung mit der Triester Straße (straßenbaurechtlich: Wiener Neustädter Straße, B17) und folgt dem Verlauf der Altmannsdorfer Straße Richtung Nordwesten durch den 23. Wiener Gemeindebezirk Liesing. Nach etwa 2,5 Kilometer erreicht sie das Autobahnende der Südosttangente (A23), wo der so genannte Altmannsdorfer Ast in die Altmannsdorfer Straße einmündet. Nach der Querung der Brunner Straße (B12), der Südbahn und der Verbindungsbahn mündet sie in die Grünbergstraße. Im Anschluss führt sie über den Grünen Berg, östlich am Schönbrunner Schlosspark vorbei, und endet an der Kreuzung mit der Wiener Straße (B1).
Im Norden daran anschließend ist eine Verlängerung über Winckelmannstraße und Felberstraße bis zum Gürtel (B221) geplant.

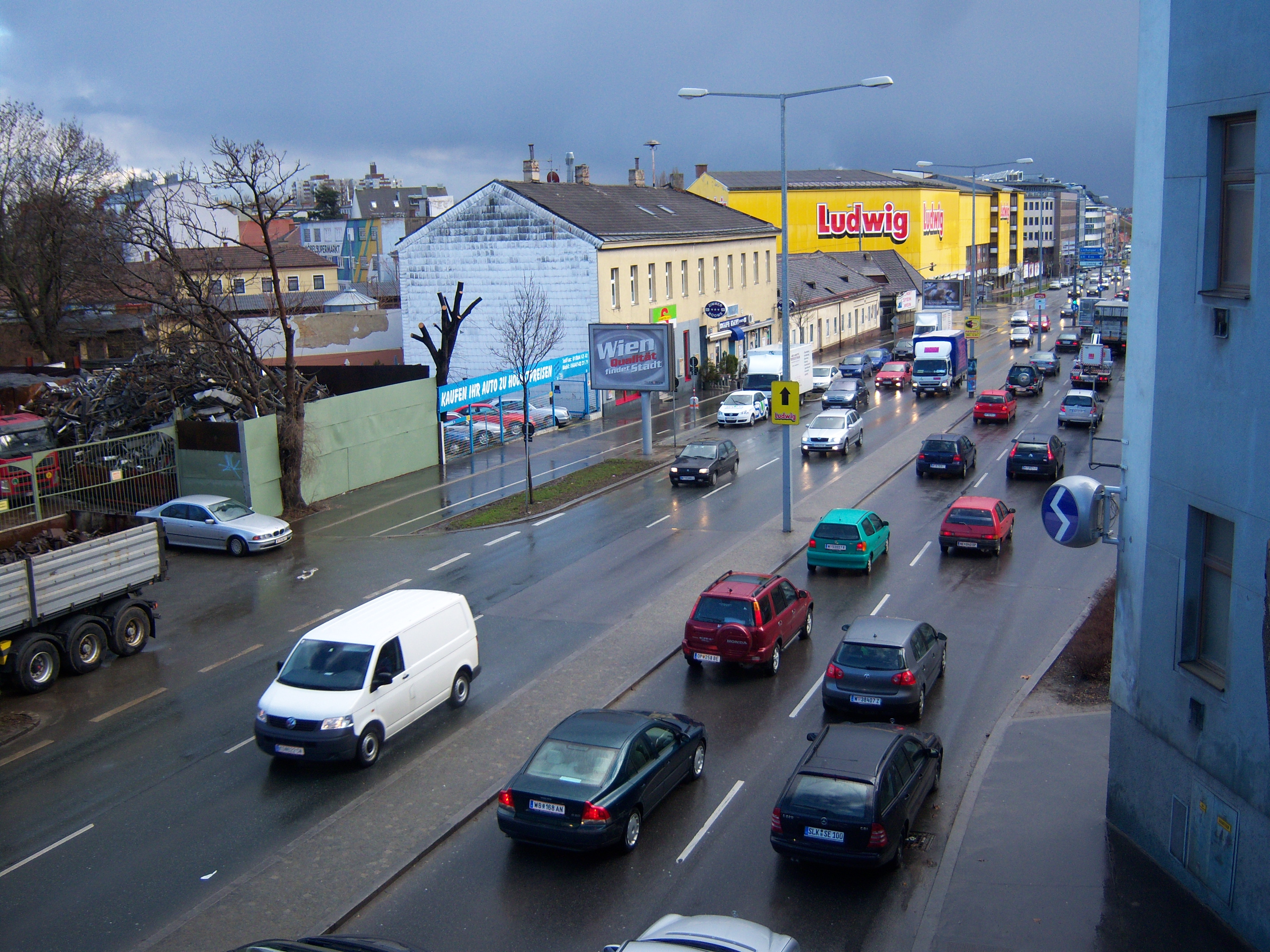
Blick vom Bahnhof Hetzendorf auf die Altmannsdorfer Straße
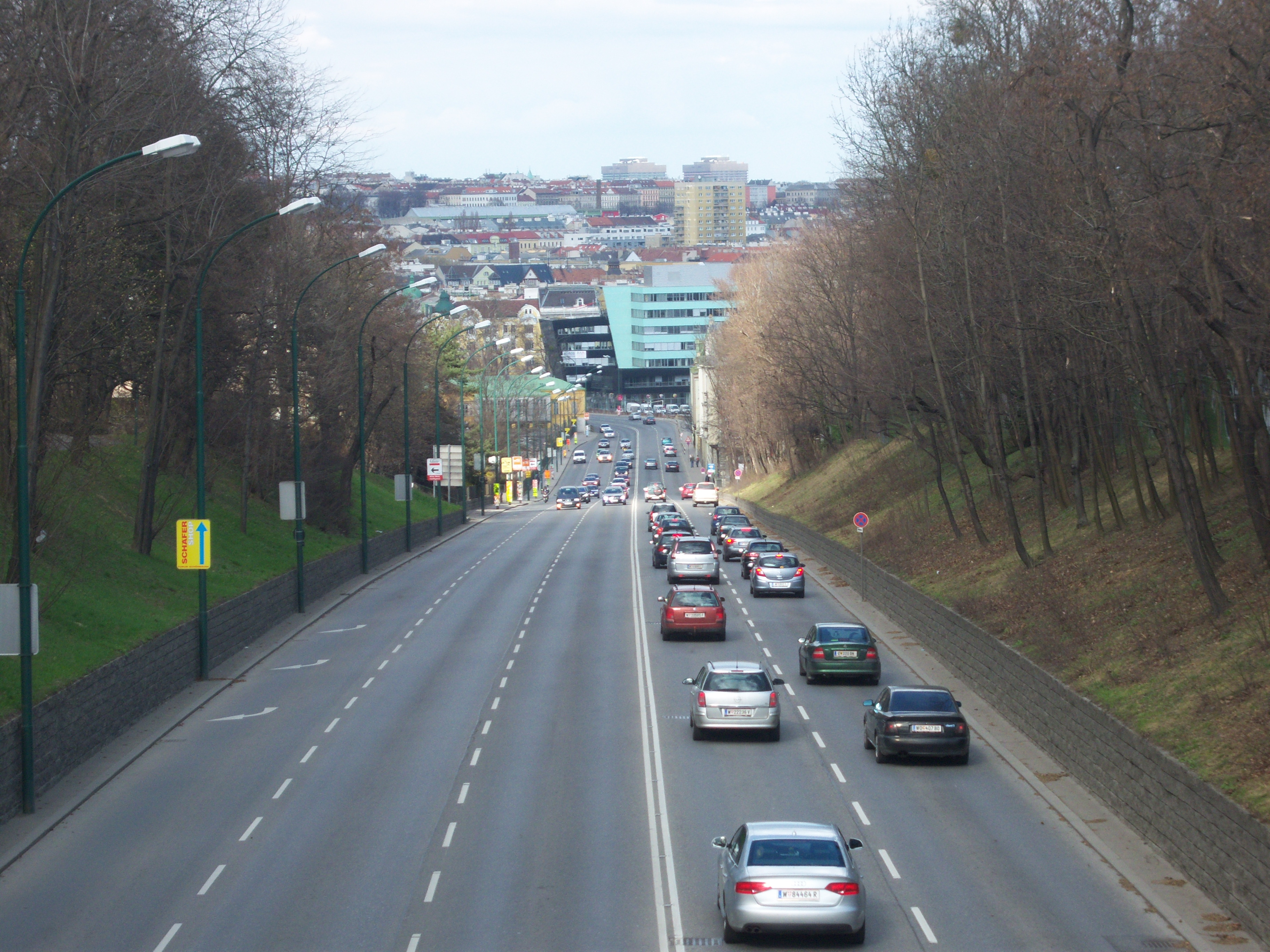
Die B224 im Zuge der Grünbergstraße